# Zepto-
Zepto ( viết tắt z) là một tiền tố được viết liền trước một đơn vị đo lường quốc tế để chỉ đơn vị nhỏ gấp 1021 hay 1.000.000.000.000.000.000.000 lần.
Độ lớn này được công nhận từ năm 1991. Theo tiếng Pháp, Zepto nghĩa là 7, vì nó bằng 1/10007.